# Neoromanizm
Neoromanizm – nurt w architekturze i sztuce XIX-wiecznego historyzmu, nawiązujący do architektury romańskiej.
Neoromanizm rozwinął się w architekturze później niż neogotyk, odwrotnie niż historyczne epoki na których się wzorowały. Największy rozkwit neoromanizmu nastąpił w Niemczech po ich zjednoczeniu, gdzie stanowił on przywołanie nacjonalistycznej romantycznej legendy I Rzeszy Niemieckiej. Faworyzowanie neoromanizmu miało też związek z rosnącą świadomością, że gotyk ma pochodzenie francuskie. Po I wojnie światowej dużo przykładów tej architektury zanikło w Polsce.
W stylu neoromańskim, tak jak i w neogotyku wznoszono głównie kościoły, ponadto (rzadziej) inne budynki użyteczności publicznej, np. teatry. Z europejskimi formami romańskimi nierzadko łączono ozdobne elementy architektury bizantyjskiej. Rzuty kościołów neoromańskich były najczęściej wzorowane na bardziej odpowiadających potrzebom liturgicznym układach kościołów gotyckich lub w przypadku świątyń protestanckich ich układy przyjmowały rzut centralny.